# ÖFB-Cup 1937-1938
La ÖFB-Cup 1937-1938 è stata la 20ª edizione della coppa nazionale di calcio austriaca.

## Quarti di finale
| Squadra 1      | Risultato | Squadra 2       |
| -------------- | --------- | --------------- |
| 30 aprile 1938 |           |                 |
| Simmering      | 2 - 1     | First Vienna    |
| Admira Vienna  | 3 - 0     | Sturm Graz      |
| Wiener AC      | 3 - 0     | Libertas Vienna |
| 3 maggio 1938  |           |                 |
| Grazer SC      | 1 - 4     | Wiener SC       |

## Semifinale
| Squadra 1      | Risultato | Squadra 2     |
| -------------- | --------- | ------------- |
| 11 maggio 1938 |           |               |
| Wiener AC      | 4 - 3     | Simmering     |
| Wiener SC      | 3 - 2     | Admira Vienna |

## Finale
| Squadra 1      | Risultato | Squadra 2 |
| -------------- | --------- | --------- |
| 26 maggio 1938 |           |           |
| Wiener AC      | 1 - 0     | Wiener SC |